# Juanguila
La juanguila es un dulce tradicional de La Rioja (España). Se trata de un dulce frito, de los genéricamente llamados frutas de sartén. Suele denominarse juanguila en Quel, altaguitón en Autol y artaguitón en la zona de los valles del Iregua al Cidacos. A pesar de que suelen elaborarse todo el año normalmente están vinculadas a alguna fiesta, en el caso de la zona de Arnedo a la Semana Santa. También está presente en la cocina de Castilla y León, donde se denominan obispos.
Es un postre de fácil elaboración hecho con miga de pan, huevo, leche y azúcar que se fríe en abundante aceite y se sirve en leche hervida con azúcar, canela en rama y cáscara de limón. Al igual que muchas otras frutas de sartén típicas de la Semana Santa, tales como pestiños, buñuelos y rosquillas, lleva exclusivamente ingredientes permitidos por las leyes de ayuno y abstinencia. Existe una variante salada del plato que suele incorporar distintos tipos de pescado; la más conocida es el artaguitón de bacalao.